# 朴炳一
朴 炳一（パク・ピョンイル、朝鮮語: 박병일、1934年3月7日 - 2005年7月11日）は、大韓民国の検察官、弁護士、政治家。第11代韓国国会議員。

## 経歴
全北益山出身。裡里工業高等学校、中央大学校法政大学法学科卒。ソウル大学校司法大学院修了（法学修士）。高等考試行政科・司法試験合格。監査院監査官、春川地方検察庁部長検事、江原大学校法学科講師、韓国雄弁家協会理事長、弁護士、大韓法律救助協会委員、1980年世界弁護士協会総会韓国代表、民主韓国党結党発起委員・党務委員・全北第3地区党委員長・党紀委員長、韓日議員連盟幹事を務めた。
2005年7月11日、持病により死去。享年72。